# 마르키우스 투르보
퀸투스 마르키우스 투르보(Quintus Marcius Turbo)는 친위대 사령관이자 2세기 초 트라야누스와 하드리아누스, 두 황제의 심복이자 군사 조언가이다.

## 어린 시절
투르보의 초기 생애에 대해 알려진 것은 많지 않다. 그가 군인이 되기 이전, 그의 생애에 대한 믿을 만한 정보를 제공하는 몇 가지 기록들이 존재하기는 한다. 그러나 그것들은 그가 1세기 말에 태어났다는 것과 그리스 서부 지역의 종교시설 및 치유의 장소로 유명했던 에피다우로스 출신이라는 것 뿐이다. 그가 어느 시점에는 프리미필루스라는 계급이었을 것으로 여겨진다.

## 생애
투르보에 대한 기록은 트라야누스 황제 시기인 113년에 처음 등장했다. 이 시기에, 그는 로마 해군의 최고 전력 함대이자 황제 직속하에 있던 클라시스 미세네시스의 지휘관이었다. 투르보의 지휘하, 클라시스 미세네시스는 서기 113년과 116년 사이 어느 시점에 트라야누스의 파르티아 제국 침공에 참전하기 위해 동방으로 이동했다.
대략 비슷한 시기에, 로마 제국 내에서 유대인의 다수가 반란을 일으켰고, 거의 동시에 유대, 이집트, 리비아, 키프로스, 메소포타미아의 일부 지역에서 폭동이 일어났다. 이집트에서 로마로 향하는 곡물 공급이 위협받았고 속주의 지역 당국들은 이 반란을 진압할 수가 없었고, 그때 트라야누스는 이 상황을 해결하도록 이집트에 그의 최고 군사 전문가이자 가장 믿을 만한 이던 투르보를 파견했다. 투르보는 이집트와 키프로스에 대한 통제력을 회복시켜냈다. 투르보는 이집트의 재건 과정 동안인 몇 년 간 이집트의 군 통수권가 되었다.
117년에 트라야누스가 사망하고 양아들 하드리아누스가 그 뒤를 이었다. 하드리아누스 집권이 시작될 때부터, 투르보는 하드리아누스의 가까운 친구이자, 조언가였다. 유대인의 반란이 진압된 후, 투르보는 북아프리카의 마우레타니아로 하드리아누스와 동행하여 그곳의 지역 반군을 상대로 하는 군사 작전을 같이 지휘했고, 이후 하드리아누스는 투르보에게 이 군사 작전의 통제권을 맡긴다. 하드리아누스가 투르보를 얼마나 신뢰하는지에 대한 또다른 예시는 그가 북아프리카의 마우레타니아 카이사리엔시스와 마우레타니아 팅기타나 등 두 속주의 관리를 그에게 맡긴 것이다.
총독으로서 기간을 마친 후, 투르보는 하드리아누스의 요청으로, 다뉴브강 인근 로마 제국의 동부 지역에 있던 군사 활동 지역인 다뉴브 지휘권을 받아들였다. 투르보는 123년까지 다뉴브 전선을 책임졌다. 이 지휘권을 맡은 지 얼마 안 되어, 다키아 속주에서 폭동이 일어났다. 투르보는 즉시 다키아로 파견되어 반란이 일어나는 것을 막아냈다. 하드리아누스는 투르보와 협력하여, 좀 더 관리하기 용이하고 반란이 덜 일어나기 위한 바람으로 다키아 속주를 둘로 나눴다. 이렇게 분리 된 것이 다키아 수페리오르, 다키아 인페리오르 두 개의 새로운 속주다. 다뉴브 전선 사령관 임기 후에, 투르보는 로마로 돌아갔다.
로마 제국 전역에 대한 방대하고 오랜 기간 시찰하고 다닌 것으로 유명한 하드리아누스는 자신이 자리를 비웠을 때, 로마에 자신을 대신할 믿을 만한 자가 필요했다. 따라서, 125년에 하드리아누스는 투르보를 친위대 사령관으로 진급시켜주었다. 투르보는 이 지위를 134년까지 맡았다. 이 시점에서 그에 대한 더 이상의 기록들이 발견되지 않는다. 투르보가 다른 많은 이들처럼 하드리아누스의 집권기 말에 총애를 잃었던 것처럼 볼 수 있지만 자연적 원인으로 사망했을 수도 있다.

## 중요성 및 동시대 평가
의심할 여지가 없이, 투르보는 더욱 돋보이게 하는 뛰어난 경력을 지녔는데, 그가 이탈리아 출신이 아닌 그리스 출신이기 때문이다. 이때까지, 로마 정부의 고위직들은 여전히 로마 출신의 귀족 계층들에게만 허용됐었다. 그럼에도, 투르보의 생애는 로마 제국의 일반적 경향이 지식있고, 기술있는 자들에게 평등한 사회이며, 성과가 가문이나 조상만큼이자 중요한 요소임을 보여준다. 로마 역사가 디오 카시우스는 투르보를 “충실하고, 근면하며 조심성이 많은 인물.”이라 묘사했다.

## 생애 자료
- Syme, Ronald. "Guard Prefects of Trajan and Hadrian", Journal of Roman Studies, 70 (1980), pp. 64-80.
- Smallwood, Mary E. Palestine A.D. 115-118, 4th ed. Vol. 11. Franz Steiner Verlag. 500-10.
- Syme, Ronald. "The Wrong Marcius Turbo", Journal of Roman Studies, 51  (1962), pp. 87-96.
- Wade, Donald W. "Some Governors of Dacia: A Rearrangement," Classical Philology, 64 (1969), pp. 105–107.
- "Trajan (c. 53-117)." DISCovering Biography. Online ed. Detroit: Gale, 2003. Student Resource Center - Gold. Gale. Sacred Heart Preparatory (BAISL). 26 Nov. 2008 http://find.galegroup.com/ips/start.do?prodId=IPS 보관됨 2010-01-07 - 웨이백 머신
- "Hadrian, Emperor of Rome (76-138)." DISCovering World History. Online ed. Detroit: Gale, 2003. Student Resource Center - Gold. Gale. Sacred Heart Preparatory (BAISL). 26 Nov. 2008 <http://find.galegroup.com/ips/start.do?prodId=IPS 보관됨 2010-01-07 - 웨이백 머신>.